# الحزب الوطني الاردني
الحزب الوطني الأردني حزب سياسي أردني تأسس بتاريخ 14 آذار 2016. ومن قياداته منى أبو بكر (يعاد انتخابها بموقع الأمين العام للحزب). يُصنف الحزب بأنه حزب وسطي قريب من الحكومة. شارك الحزب بالانتخابات البلدية والنيابية (البرلمانية)، لم يفز بأي منها.